# Бриг-001-стерео

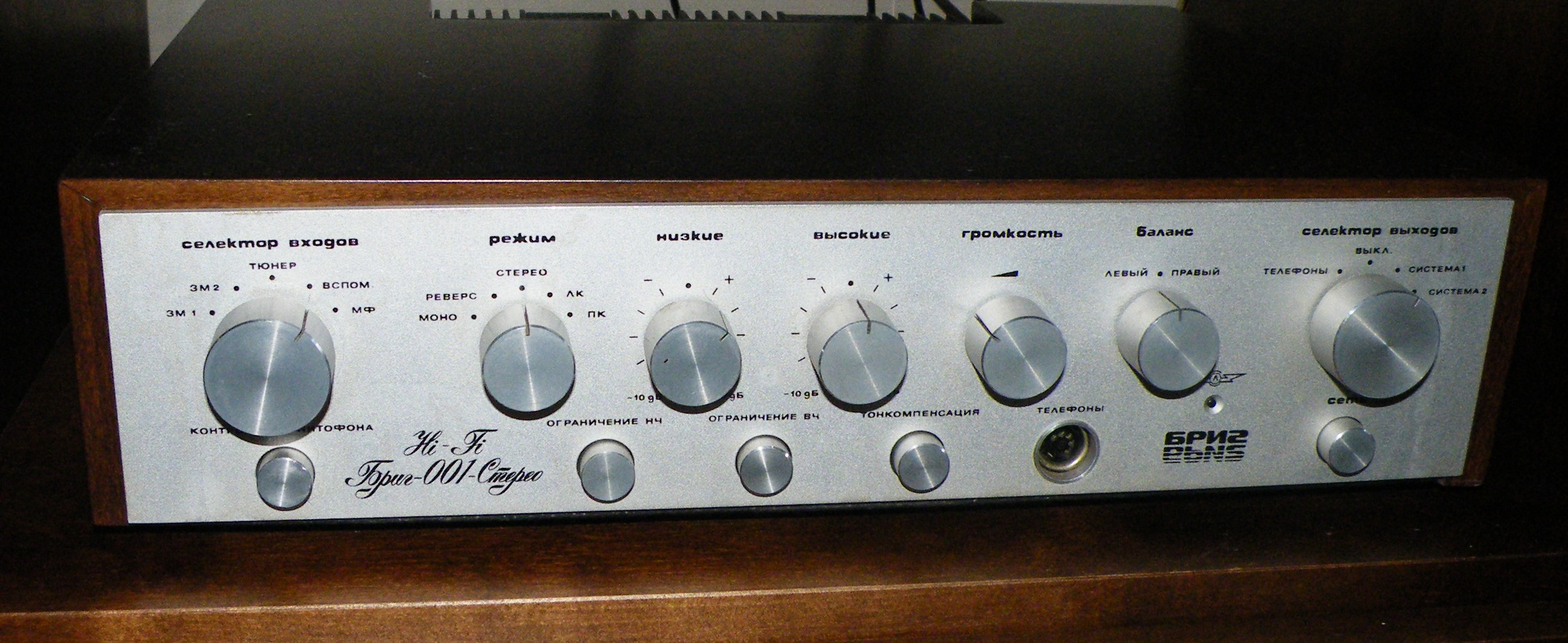
Бриг 001 вторая ревизия.

«Бриг 001-Стерео» (позднее — «Бриг У-001-Стерео») — советский стереофонический транзисторный полный усилитель низкой частоты (усилительно-коммутационное устройство, УКУ) стандарта Hi-Fi, выпускаемый с 1975 по 1989 годы.
Главный разработчик и конструктор усилителя «Бриг-001-Стерео» — А. М. Лихницкий (1936—2013). 
Он писал: «Министерство торговли СССР присвоило этому усилителю звание товара повышенного спроса. Розничная цена усилителя была 625 рублей. Несмотря на высокую стоимость, в Москве усилитель можно было купить, доплатив к розничной цене 25 рублей. По заключению английской фирмы-экспортера Afif Ltd. «Бриг» был признан полностью соответствующим требованиям западного рынка. Усилитель экспортировался во Францию и Австралию. Усилитель был удостоен золотой медали на Лейпцигской ярмарке».

## Описание и конструкция
Стереофонический усилитель предназначен для высококачественного усиления музыкальных или речевых программ с магнитного или пьезоэлектрического звукоснимателя, тюнера, магнитофона, микрофона и других источников сигналов.
В усилителе имеется 
регулировка громкости и тембра (ВЧ и НЧ) на дискретных регуляторах, 
возможность ограничения АЧХ с помощью фильтров ВЧ и НЧ, 
защита от короткого замыкания (КЗ) нагрузки и 
защита АС от постоянного напряжения на выходе, 
световая индикация включения сети, 
кнопка контроля сигнала с магнитофона. 
К усилителю можно подключить четыре акустические системы с сопротивлением от 4 до 8 Ом, стереофонические головные телефоны. 
Также на задней стенке имеется дополнительная розетка 220 В. 

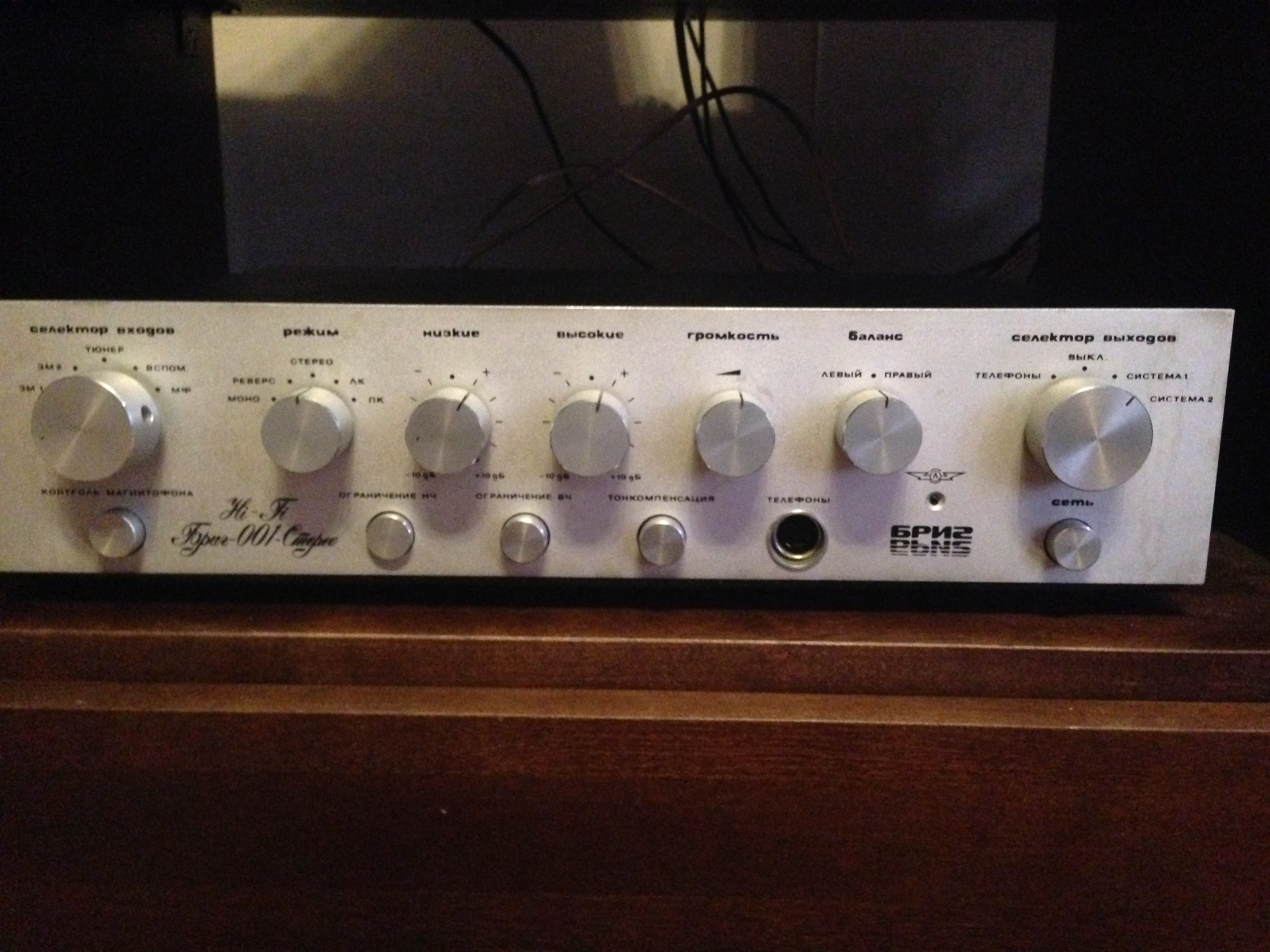
Бриг-001, вторая ревизия, без макинтоша

За всё время производства усилитель претерпевал изменения, существуют три версии (ревизии):
Первая отличается наличием входа микрофона и подстройки его уровня в верхней панели. Фанерный кожух (макинтош) был обклеен шпоном и имел покрытие рояльным лаком. Внутри имеет отличия в плате усилителя мощности, незначительные отличия в блоке питания и в схеме защиты.
Вторая ревизия уже вместо входа микрофона имела второй вход для электропроигрывателя с магнитным звукоснимателем (MM). Были добавлены положение «выкл.» в селекторе выходов и два режима в предварительном усилителе («ЛК» и «ПК», при которых сигнал только левого или только правого канала звучит в обоих колонках). Изменилось написание модели на передней панели. 
Фанерный кожух обклеен шпоном ценных пород дерева с матовым покрытием лаком не ниже II класса. 

Первая и вторая ревизии имели усилитель мощности с выходными транзисторами КТ808А (реже 2Т808А, КТ803А, КТ903А) — популярными транзисторами, используемыми во многих советских усилителях тех времён. Во второй ревизии (и позже в третей) в буферном каскаде УМ применены операционные усилители К574УД1А (реже могли ставиться с индексами «Б» и «В», а также операционные усилители К544УД1 с индексами «А», «Б», или «В»), имеющие полевые транзисторы на входе, для улучшения характеристик усилителя и для уменьшения количества элементов на плате. Добавлен узел плавной зарядки конденсаторов фильтра питания ("мягкий старт"), уменьшающий пусковой ток при включении устройства.
Третья ревизия отличается визуально наличием индикаторов перегрузки на передней панели. Схема усилителя была переработана для улучшения качественных показателей усилителя, ведь квазикомплиментарная схема уже не соответствовала стандартам начала 80-х годов, усилитель проигрывал по характеристикам новым усилителям, выпускаемым промышленностью СССР, а также зарубежными производителями. 
Схема была модернизирована, в усилителе мощности были применены транзисторы КТ819ГМ и КТ818ГМ, упразднена схема плавного старта из-за отсутствия необходимости в ней (по неподтвержденной информации: во второй ревизии она была нужна для защиты транзисторов оконечного каскада от выхода из строя во время переходного процесса при включении). Незначительные изменения в блоке питания, также плата усилителя мощности стала единой для левого и правого каналов, а не разделенной на две платы. 
На задней панели вместо стандартных разъёмов типа ОНЦ-ВН-1-2/16-Р ("точка тире") для подключения акустических систем появились винтовые клеммы.

## Хронология
- 1975 год — на ленинградском объединении «Океанприбор » были выпущены опытные экземпляры усилителя «Бриг-001-Стерео».
- 1976 год — запуск серийного производства усилителя «Бриг-001-Стерео» на кировском заводе «Ладога».
- 1985 год, I квартал — на новокаховском приборостроительном заводе «Сокол» на Украине начат выпуск усилителя «Барк-001-Стерео», являющегося полным аналогом усилителя «Бриг-001-Стерео» второй ревизии.
- 1989 год  — окончание серийного производства усилителя «Бриг-001-Стерео».

## Оценка
Наиболее ценной в настоящее время является первая ревизия, как "авторский Hi-End" А. Лихницкого, бытует мнение о превосходстве этой версии над двумя другими. Аппарат любой версии может претендовать на высокое качество звучания по субъективным впечатлениям (см. аудиофилия), однако по объективным данным, взятым из документации усилителя, по результатам измерений, а также с учётом использования актуальных схемотехнических решений, усилитель третьей версии является наиболее качественным по объективным показателям.
А. М. Лихницкий так писал об усилителе "Бриг001" в своих заметках о его создании: "Наиболее удавшейся частью стереосистемы оказался усилитель на транзисторах с фантастическими по тем временам параметрами: мощность 50 Вт/канал, нелинейные искажения 0,1%, полоса частот 5-50 000 Гц, но что удивительно - этот усилитель совсем неплохо звучал. Тогда он превзошел по звуку усилитель фирмы „Dynaco” и, как мне казалось, мой старый ламповый усилитель на 6С4С." "Усилитель еще не поступил в продажу, а уже два образца были тайно вывезены со склада на прослушивание к моему приятелю М. Юдковскому, который был тогда счастливым обладателем акустических систем „Lancaster” фирмы „Tannoy” и моего самодельного усилителя, о котором я рассказал вначале. Меня на этом прослушивании не было, и поэтому, когда мне позвонил В. Зуев и сообщил: „Бриг” звучит хуже, чем твой старый усилитель”, - я не поверил и поехал к Юдковскому разобраться, что там происходит. Мой старый усилитель звучал ярко, открыто и энергично. „Бриг” же явно проигрывал ему..." Еще во время конструкторских работ над усилителем А. М. Лихницкий обнаружил явление, исключающее объективные погрешности в схемотехнике, но приводящее к значительному ухудшению субъективных параметров звучания. Некоторые радиолюбители называют явление "парадокс Лихницкого".

## Характеристики
- выходная номинальная мощность: 2×50 Вт (при нагрузке 8 Ом, только для второй версии; для первой и третьей — при нагрузке 4 Ом);
- номинальный диапазон воспроизводимых частот при неравномерности АЧХ ± 0,7 дБ: 20...25 000 Гц;
- коэффициент гармоник в диапазоне частот 40...16 000 Гц: 0,1 %;
- коэффициент интермодуляционных искажений: 0,15 %;
- переходное затухание между каналами в диапазоне 250-10000 Гц: 40 дБ;
- отношение сигнал/взвешенный шум относительно номинальной выходной мощности для линейного входа: 86 дБ;
- потребляемая мощность: 150 Вт;
- габаритные размеры: 452 × 372 × 118 мм;
- Содержание драгметаллов: золото: 0,346 г. , серебро: 6,73 г.
- масса: 15 кг.